# Carcharhinus sealei
Carcharhinus sealei là một loài cá mập trong chi Carcharhinus. Loài cá này phân bố ở Ấn Độ-Tây Thái Bình Dương nhiệt đớ giữa vĩ độ 24 ° B và 30 ° N, từ bề mặt đến độ sâu khoảng 40 mét (130 ft). Chiều dài của chúng là dưới một mét một chút và nó không được coi là nguy hiểm cho con người. Chúng chủ yếu ăn cá, động vật giáp xác, và mực. Loài cá mập này cũng bị con người đánh bắt quy mô nhỏ để tiêu thụ.